# Terytorium stowarzyszone
Terytorium stowarzyszone, autonomiczne terytorium stowarzyszone, państwo stowarzyszone – terytorium zależne o znacznej lub pełnej autonomii pozostające w stosunku podległości z państwem niepodległym. Według M. Sobczyńskiego można w takim przypadku używać określenia „państwo stowarzyszone”, gdyż można mówić o „państwie zależnym”, przy czym zaznacza, że według wielu badaczy pojęcie „państwo” zarezerwowane jest wyłącznie dla jednostek w pełni suwerennych, a zatem stosując termin „państwo stowarzyszone” należy rozróżnić dwa rodzaje jednostek politycznych – stowarzyszenie państw w pełni suwerennych i stowarzyszenie z państwem suwerennym państw (terytoriów) niesuwerennych. W odróżnieniu od państw pozostających w wolnym stowarzyszeniu terytoria czy „państwa” stowarzyszone nie mają międzynarodowo uznanej niepodległości de facto jednak posiadają pełną autonomię wewnętrzną i odrębność, co odróżnia je od terytoriów zależnych.

## Terytoria stowarzyszone
| Terytorium stowarzyszone | Państwo, z którym jest stowarzyszone | Charakter stowarzyszenia |
| ------------------------ | ------------------------------------ | --- |
| Mariany Północne         | Stany Zjednoczone, · od 1978         | Terytorium nieinkorporowane zorganizowane o statusie „wspólnoty” (ang. commonwealth) w unii politycznej z USA                             |
| Niue                     | Nowa Zelandia, · od 1974             | Nowa Zelandia może działać w imieniu Niue w zakresie spraw zagranicznych i obronnych, lecz tylko za wiedzą i zgodą rządu Niue             |
| Portoryko                | Stany Zjednoczone, · od 1952         | Terytorium nieinkorporowane zorganizowane o statusie „wspólnoty” (ang. commonwealth) w unii politycznej z USA                             |
| Wyspy Cooka              | Nowa Zelandia, · od 1965             | Nowa Zelandia może działać w imieniu Wysp Cooka w zakresie spraw zagranicznych i obronnych, lecz tylko za wiedzą i zgodą rządu Wysp Cooka |

Konstytucyjne powiązanie władz może dotyczyć także obywatelstwa, a kraj stowarzyszony ma prawo prowadzić własną politykę imigracyjną, wewnętrzną. W większości przypadków terytoria stowarzyszone nie mają większych powiązań politycznych: posiadają odrębne prawodawstwa, rządy i sądownictwo. Sprawami międzynarodowymi kieruje państwo nadrzędne, ale terytoria stowarzyszone mogą czasami prowadzić swoje niezależne misje dyplomatyczne (tak jest na przykład w przypadku Wysp Cooka, które aktywnie działają w kilku krajach sąsiedzkich, a także w samej Nowej Zelandii).
W roku 1998 Nowa Kaledonia, przyjmując status wspólnoty sui generis (fr. collectivité sui generis), weszła de facto w podobny związek z Francją. W 2018 roku odbyło się referendum, w którym mieszkańcy opowiedzieli się za pozostaniem w związku z Francją. Kolejne referenda w 2020 i 2021 roku również potwierdziły status specjalny, jednak to ostatnie zostało zbojkotowane przez rodzimych Kanaków.
Na podobnych zasadach opierał się związek Wielkiej Brytanii z kilkoma jej koloniami na Karaibach. Od 1967 roku Brytyjczycy nadawali im autonomię tworząc wolne państwa stowarzyszone (Free Associated State), były to: Antigua i Barbuda, Dominika, Grenada, Saint Lucia, Saint Christopher-Nevis-Anguilla oraz Saint Vincent. Państwa te były związane z byłą kolonialną metropolią przez Associated Statehood Act. Obecnie każde z nich jest w pełni suwerenne.